# Verlagerung von CO2-Emissionen
Die Verlagerung von CO2-Emissionen (auch Emissionsverlagerung, Kohlendioxidleckage, englisch Carbon leakage) ist ein mögliches Phänomen bei unterschiedlich strenger Klimapolitik zwischen verschiedenen Staaten bzw. Rechtsordnungen: Strenge und, für Unternehmen, teurere Klimaschutzmaßnahmen in einem Staat führen zu höheren Produktionskosten in Relation zu Staaten mit weniger strengen Maßnahmen. Dadurch kann im Staat mit strengen Maßnahmen die Produktion in den betroffenen Wirtschaftssektoren sinken und entsprechend in den anderen Staaten steigen – Produktion und die damit verbundenen Treibhausgasemissionen verlagern sich.

## Gegenmaßnahmen
In Emissionshandelssystemen können Teilnehmer, für die das Risiko eines Carbon Leakage besteht, kostenlos Emissionszertifikate zugeteilt bekommen. Alternativ kann ein CO2-Grenzausgleichssystem eingeführt werden: Bei Ein- oder Ausfuhren müssen Abgaben gezahlt werden, idealerweise in der Höhe, in der sich die CO2-Preise zwischen den Staaten unterscheidet. 

## Europäische Union
In der Europäischen Union erhalten bis Ende 2025 Unternehmen in bestimmten Branchen kostenlos Emissionszertifikate zugeteilt. Ab 2026 wird die kostenlose Zuteilung nach und nach durch das Europäische CO2-Grenzausgleichssystem (CBAM) ersetzt. 
Die EU-Kommission sieht im Kontext des EU-Emissionshandels für die Handelsperiode 2015–2020 (Phase III) Branchen als gefährdet durch eine Verlagerung von CO2-Emissionen an, wenn
- die vom Emissionshandel induzierten direkten und indirekten Kosten die Produktionskosten um mindestens 5 % steigern würden und zugleich
- die Handelsintensität der Branche mit Nicht-EU-Ländern (Import und Export) über 10 % liegt.

Außerdem wurden besonders energieintensive Branchen einbezogen, bei denen die direkten und indirekten Zusatzkosten durch Emissionshandel über 30 % (der Produktionskosten) liegen würden, sowie besonders exportstarke Branchen, bei denen die Handelsintensität mit Nicht-EU-Staaten über 30 % liegt.

Im Beschluss der Europäischen Kommission vom 27. Oktober 2014 heißt es dazu:
„Die Tatsache, dass es kein ehrgeiziges internationales Klimaschutzübereinkommen gibt, das darauf abzielt, den weltweiten Temperaturanstieg auf 2 °C zu begrenzen, könnte die positive Wirkung der Maßnahmen der Union untergraben. Die Tatsache, dass auf internationaler Ebene keine Maßnahmen verbindlich vorgegeben sind, könnte dazu führen, dass die Treibhausgasemissionen in Drittländern zunehmen, in denen die Industrie keinen vergleichbaren CO2-Auflagen unterliegt („Verlagerung von CO2-Emissionen“). Um dem Risiko der Verlagerung von CO2-Emissionen zu begegnen, sieht die Richtlinie 2003/87/EG vor, dass die Kommission unter Berücksichtigung der Ergebnisse der internationalen Verhandlungen ein Verzeichnis der Sektoren und Teilsektoren erstellt, von denen angenommen wird, dass sie einem erheblichen Risiko der Verlagerung von CO2-Emissionen ausgesetzt sind („Verzeichnis der Sektoren und Teilsektoren“). Diese Sektoren und Teilsektoren sollten kostenlose Zertifikate in Höhe von 100 % der Menge erhalten, die auf der Grundlage der Richtlinie 2003/87/EG und des Beschlusses 2011/278/EU festgelegt wurde...“
Die in der genannten Liste aufgezählten Branchen sind von dem Grundsatz ausgenommen, dass CO2-Zertifikate versteigert werden sollen. Die Liste umfasst alle bedeutenden europäischen Industriebranchen (Stand 2014).